# Xuân Huyền
Xuân Huyền (1 tháng 6 năm 1942 – 27 tháng 11 năm 2020), tên đầy đủ là Ngô Xuân Huyền, là một đạo diễn sân khấu người Việt Nam. Ông đã dàn dựng nhiều vở diễn kịch nói nổi tiếng và được mệnh danh là "người gác đền" của sân khấu chính kịch.
Xuân Huyền cùng với Doãn Hoàng Giang và Lê Hùng là 3 nam đạo diễn sân khấu hàng đầu trong thời kỳ đỉnh cao của sân khấu miền Bắc vào thập niên 1980–1990. Trong sự nghiệp của mình, ông đã dàn dựng khoảng 300 vở diễn thuộc nhiều thể loại như kịch nói, tuồng, chèo, cải lương, dân ca cho nhiều đoàn nghệ thuật. Nổi tiếng trong số các vở diễn này là Lời thề thứ 9, Ông không phải bố tôi, Hồn vọng phu, Nhà có ba chị em gái.
Ông từng giảng dạy tại Trường Đại học Sân khấu – Điện ảnh Hà Nội trong nhiều năm, đào tạo nhiều thế hệ nghệ sĩ nổi tiếng như Chí Trung, Thanh Ngoan, Hoàng Dũng, Thúy Mùi, Lê Khanh, Quốc Tuấn, Sĩ Tiến.

## Tiểu sử
Ngô Xuân Huyền sinh ngày 1 tháng 6 năm 1942 tại xã Thanh Nam (nay là Ngọc Sơn), huyện Thanh Chương, tỉnh Nghệ An.
Ông theo học khóa đầu tiên Trường Nghệ thuật sân khấu Việt Nam từ năm 1959 và tốt nghiệp năm 1963. Sau đó về làm diễn viên của Đoàn Tuồng liên khu V, ông thường được giao các vai phản diện và người phương Tây. Sau thời gian tham gia lĩnh vực nghệ thuật tuồng, năm 1971, ông được cử đi học đạo diễn sân khấu tại Kiev, Liên Xô và trở về nước năm 1977. Ngoài đạo diễn các tiết mục sân khấu, ông còn làm giảng viên tại trường Đại học Sân khấu – Điện ảnh Hà Nội. Xuân Huyền còn có một thời gian tu nghiệp tại Tiệp Khắc.
Xuân Huyền qua đời ngày 27 tháng 11 năm 2020 tại bệnh viện Bạch Mai, Hà Nội, sau nhiều năm chống chọi với di chứng tai biến và bệnh tuổi già.

## Sự nghiệp
Tháng 5 năm 1980 tại Hải Phòng, Hội diễn Sân khấu chuyên nghiệp toàn quốc lần thứ 2 được tổ chức, đây là lần đầu tiên Hội diễn có sự tham gia của các đoàn nghệ thuật trên toàn quốc kể từ sau ngày thống nhất đất nước. Xuân Huyền tham gia với tác phẩm đầu tay mà ông dàn dựng cho Đoàn Cải lương Sông Hàn – Đà Nẵng là vở Gió và bụi, kịch bản của Hoàng Yến. Vở diễn đã xuất sắc giành được Huy chương bạc tại Hội diễn. Sau thành công này, vào năm 1981, Xuân Huyền được Đoàn Cải lương Hải Phòng mời dựng hai vở Trương Chi và Lê Chân.
Năm 1982, Xuân Huyền nhận được lời mời từ tỉnh Nghệ Tĩnh, tại đây ông đã đạo diễn kiêm thiết kế sân khấu một số vở diễn cho các đoàn nghệ thuật của tỉnh. Điển hình với 3 vở thuộc 3 loại hình nghệ thuật khác nhau như Othello cho Đoàn Kịch nói, Vòng phấn Kavkaz cho Đoàn Chèo, Tiếng hát tình yêu cho Đoàn Cải lương. Các vở diễn của ông đã thu hút khán giả trong tỉnh đến xem, đây cũng là lần đầu vở Othello được dàn dựng tại Việt Nam, lại do một đoàn nghệ thuật địa phương trình diễn. Năm 2002, vở diễn này được Xuân Huyền dựng lại cho Nhà hát Tuồng Việt Nam để tham gia Liên hoan Sân khấu thử nghiệm Quốc tế tại Hà Nội.
Ngô Xuân Huyền
Qua kỹ năng dàn dựng sân khấu mà Xuân Huyền đã góp phần đưa tên tuổi của tác giả kịch bản trở nên nổi tiếng với công chúng như: Thu Hạnh với Bến bờ xa lắc hay Thu Phương với Nhà có ba chị em gái. Xuân Huyền còn cho thấy bản sắc riêng của mình trong phong cách dàn dựng với vở diễn đã nổi tiếng trước đó như Lời thề thứ 9 của Lưu Quang Vũ. Ông đã lựa chọn vai diễn, tạo ra những dấu ấn đặc cho các diễn viên như Đức Khuê qua vai giám đốc Phước Sinh trong Người yêu tôi là hoa hậu, Ánh Dương với Othello trong vở tuồng cùng tên. Hai diễn viên Phạm Cường và Trung Hiếu thường gắn liền với các vai chính diện cũng được lột xác qua các vai phản diện mà Xuân Huyền lựa chọn.
Từ năm 2009, Xuân Huyền phải tạm dừng hoạt động nghệ thuật sau một cơn tai biến và mắc căn bệnh viêm đa khớp. Ông nghỉ hưu vào năm 2013.

## Vinh danh
Lê Tiến Thọ
Xuân Huyền được Nhà nước Việt Nam phong tặng danh hiệu Nghệ sĩ ưu tú năm 1993 và Nghệ sĩ nhân dân năm 2007.
Từ ngày 6 đến ngày 10 tháng 1 năm 2012, chương trình NSND Ngô Xuân Huyền – Mùa xuân và Sân khấu kịch Việt Nam được tổ chức. Chương trình trình diễn lại 5 trong số nhiều vở diễn gắn liền với tên tuổi của ông gồm: Tiếng chuông, Nhà có ba chị em, Một cây làm chẳng nên non, Cái chết chẳng dễ dàng gì và Cát bụi.

## Đánh giá
Trần Minh Ngọc
Về bản thân, Xuyên Huyền tự đánh giá mình là người có tài, là đạo diễn số một tại miền Bắc nhưng nếu không có sự hỗ trợ từ Nhà nước thì cũng không thể có được thành công.
Báo Người Lao Động đánh giá rằng ông là một tượng đài của nghệ thuật dàn dựng với phong cách phóng khoáng, giàu chi tiết và có sức ảnh hưởng mạnh đến thế hệ đạo diễn sau của Việt Nam.
Báo Công an nhân dân đánh giá rằng Xuân Huyền là một trong số ít đạo diễn nắm vững các thủ pháp của nghệ thuật truyền thống, ông còn kết hợp với đặc tính, tiết tấu của sân khấu hiện đại mà ông đã học được.

## Tác phẩm

### Kịch
- Bến bờ xa lắc
- Trái tim trong trắng
- Othello
- Lời thề thứ chí 9
- Quyền uy và tội ác
- Vòng phấn Kavska
- Nhà có ba chị em gái (2004)
- Đi đến một mùa xuân
- Tôi tìm tôi
- Ám ảnh xanh
- Vòng đời
- Cát bụi
- Thầy khóa làng tôi
- Người yêu tôi là hoa hậu
- Vợ giỏi dạy chồng ngu
- Phương thuốc thần kì
- Romeo và Juliet
- Chuyện tình nàng Sita
- Chiếc va li số 6
- Cây phượng dòng sông
- Tiếng hát tình yêu
- Cô gái Phù tang
- Hải Thượng Lãn Ông
- Xôn xao rừng quế
- Chuyện tình trong rừng cấm
- Viên ngọc dạ minh châu
- Lời nói dối cao thượng
- Phương Hoa
- Quyền uy và tội ác
- Hận thù từ đâu tới
- Giá đời phải trả
- Dòng lệ Tố Như
- Phan Bội Châu
- Chuyện tình ông vua trẻ
- Một cây làm chẳng lên non
- Chuyện tình thế kỷ
- Cuộc đời tôi
- Đứa con rơi
- Kẻ sát nhân lương thiện
- Vòng đời
- Tiếng chuông chùa

## Giải thưởng
| Năm  | Lễ trao giải                               | Tác phẩm      | Kết quả         | Nguồn        |
| ---- | ------------------------------------------ | ------------- | --------------- | ------------ |
| 1980 | Hội diễn Sân khấu toàn quốc lần thứ 2      | Gió và bụi    | Huy chương bạc  | [ 2 ] [ 15 ] |
| 1996 | Liên hoan sân khấu chuyên nghiệp toàn quốc | Bến bờ xa lắc | Huy chương vàng | [ 2 ] [ 15 ] |

Một số vở diễn khác từng đạt Huy chương vàng: Viên ngọc dạ minh châu, Lời nói dối cao thượng, Quyền uy và tội ác, Xôn xao rừng quế, Phan Bội Châu,... 

## Đời tư
Vợ chồng nghệ sĩ Xuân Huyền sinh được 2 người con, một trai và một gái, đều theo lĩnh vực nghệ thuật.